# Igitkin Island
Igitkin Island ist eine unbewohnte Insel der Andreanof Islands, die zu den Aleuten 
gehören. 
Die 10,8 km lange und knapp über dem Meeresspiegel gelegene Insel befindet sich zwischen Adak Island und Atka Island, 4,8 km südöstlich von Great Sitkin Island. Igitkin wird durch einen etwa 1 km breiten Isthmus in zwei gleich große Teile getrennt. 
Die Insel wurde unter ihrem aleutischen Namen Egilka 1790 von Joseph Billings erstmals in den Seekarten verzeichnet. 